# Heikki Kovalainen
Heikki Kovalainen (Suomussalmi, 19. listopada 1981.) je bivši finski vozač Formule 1. 

### Potpuni popis rezultata u Formuli 1
(legenda) (Utrke označene debelim slovima označuju najbolju startnu poziciju) (Utrke označene kosim slovima označuju najbrži krug utrke)
| Godina | Momčad                    | Šasija         | Motor                        | 1.      | 2.      | 3.      | 4.      | 5.      | 6.      | 7.      | 8.      | 9.      | 10.    | 11.     | 12.    | 13.    | 14.    | 15.    | 16.     | 17.     | 18.    | 19.    | Bodovi | Poredak |
| ------ | ------------------------- | -------------- | ---------------------------- | ------- | ------- | ------- | ------- | ------- | ------- | ------- | ------- | ------- | ------ | ------- | ------ | ------ | ------ | ------ | ------- | ------- | ------ | ------ | ------ | ------- |
| 2007.  | ING Renault F1 Team       | Renault R27    | Renault RS27 2.4 V8          | AUS 10  | MAL 8   | BHR 9   | ŠPA 7   | MON 13  | KAN 4   | SAD 5   | FRA 15  | VBR 7   | EUR 8  | MAĐ 8   | TUR 6  | ITA 7  | BEL 8  | JAP 2  | KIN 9   | BRA Ret |        |        | 30     | 7.      |
| 2008.  | Vodafone McLaren Mercedes | McLaren MP4-23 | Mercedes-Benz FO 108V 2.4 V8 | AUS 5   | MAL 3   | BHR 5   | ŠPA Ret | TUR 12  | MON 8   | KAN 9   | FRA 4   | VBR 5   | NJE 5  | MAĐ 1   | EUR 4  | BEL 10 | ITA 2  | SIN 10 | JAP Ret | KIN Ret | BRA 7  |        | 53     | 7.      |
| 2009.  | Vodafone McLaren Mercedes | McLaren MP4-24 | Mercedes-Benz FO 108W 2.4 V8 | AUS Ret | MAL Ret | KIN 5   | BHR 12  | ŠPA Ret | MON Ret | TUR 14  | VBR Ret | NJE 8   | MAĐ 5  | EUR 4   | BEL 6  | ITA 6  | SIN 7  | JAP 11 | BRA 12  | ABU 11  |        |        | 22     | 12.     |
| 2010.  | Lotus Racing              | Lotus T127     | Cosworth CA2010 2.4 V8       | BHR 15  | AUS 13  | MAL Ret | KIN 14  | ŠPA DNS | MON Ret | TUR Ret | KAN 16  | EUR Ret | VBR 17 | NJE Ret | MAĐ 14 | BEL 16 | ITA 18 | SIN 16 | JAP 12  | KOR 13  | BRA 18 | ABU 17 | 0      | 20.     |
| 2011.  | Team Lotus                | Lotus T128     | Renault RS27-2011 2.4 V8     | AUS Ret | MAL 15  | KIN 16  | TUR 19  | ŠPA Ret | MON 14  | KAN Ret | EUR     | VBR     | NJE    | MAĐ     | BEL    | ITA    | SIN    | JAP    | KOR     | IND     | ABU    | BRA    | 0      | 22.     |

## Vanjske poveznice
- Službena stranica - Heikki Kovalainen